# Eumir Deodato
Eumir Deodato (volledige naam Eumir Deodato de Almeida) (Rio de Janeiro, 22 juni 1943) is een Braziliaans musicus, muziekproducent en arrangeur. Hij put veel uit Latijns-Amerikaanse genres zoals samba, en vermengt deze met jazz. Hij staat ook bekend om zijn combinaties van latin-jazz met andere genres als rock, popmuziek, R&B en orkestmuziek.
Deodato heeft aan meer dan 500 albums meegewerkt als producer of arrangeur. Hij heeft onder andere gewerkt voor Kool & The Gang, Björk, Christophe en k.d. lang. In Nederland heeft hij vooral bekendheid verworven met het nummer S.O.S. Fire In The Sky uit 1984.

## Biografie

### Jonge jaren
Deodato werd geboren als zoon van Italiaanse en Portugese ouders. Hij is een muzikale autodidact. Op zijn 12e leerde hij accordeon spelen, wat zijn interesse in muziek opwekte. Op zijn 17e nam hij zijn eerste eigen nummers op. Oorspronkelijk werkte hij als pianist en arrangeur in het bossanova-circuit van Rio de Janeiro.

### Carrière als musicus
Net als veel andere Braziliaanse musici trok hij naar New York, alwaar hij samen ging werken met componist Luiz Bonfá en later met producer Creed Taylor. Taylor gaf hem een baan als keyboardspeler in zijn achtergrondkoor. Deodato’s eerste album dat hij in de Verenigde Staten opnam was Prelude, uitgebracht in 1973. Dit album vestigde zijn naam in de Amerikaanse muziekwereld. In 1974 won Deodato een Grammy Award voor zijn bewerking van Richard Strauss' Also Sprach Zarathustra. Dit nummer bereikte wereldwijd hoge posities in de hitlijsten, en werd gebruikt in de film Being There (1979).
Deodato’s tweede Amerikaanse album, Deodato 2, deed het echter beduidend minder goed en leidde zelfs tot de ondergang van Taylors platenlabel  CTI. "Rhapsody In Blue" bereikte de 48e plaats in de Canadese hitlijst. Tot de jaren tachtig bleef Deodato muziek produceren, nu voor Warner Bros, maar hij slaagde er niet in zijn eerste succes te evenaren. In 1985 had hij nog een klein succes met de singles "SOS, Fire In The Sky" en "Are You For Real".

### Producer en arrangeur
Sinds de jaren zestig hield Deodato zich al bezig als arrangeur en producer voor andere artiesten. In totaal heeft hij aan 500 albums meegewerkt, waarvan 15 platina werden.
Deodato heeft samengewerkt met onder andere Wes Montgomery, Astrud Gilberto, en Frank Sinatra. Hij heeft tevens muziek gecomponeerd voor enkele films.

### Privé
Deodato heeft een dochter, die getrouwd is met acteur Stephen Baldwin.

## Discografie

### Albums
- 1964 - Inútil Paisagem
- 1971 - Sinatra and Company
- 1972 - Percepção
- 1973 - Prelude
- 1973 - Skyscrapers
- 1973 - Deodato 2
- 1973 - Deodato/Donato (met João Donato)
- 1974 - Whirlwinds
- 1974 - Deodato/Airto in Concert
- 1974 - Artistry
- 1975 - First Cuckoo
- 1976 - Very Together
- 1977 - 2001 (heruitgave van Prelude)
- 1978 - Love Island
- 1979 - Knights of Fantasy
- 1980 - Night Cruiser
- 1982 - Happy Hour
- 1985 - Motion
- 1989 - Somewhere Out There
- 1999 - Rio Strut
- 2000 - Bossa Nova Soundtrack
- 2001 - Live at the Felt Forum
- 2002 - Summer Samba
- 2007 - Eumir Deodato Trio – ao vivo no Rio Eumir Deodato Trio, Live in Rio
- 2007 - Grandes Exitos
- 2008 - Os Catedraticos 73
- 2008 - Impulso!
- 2010 - The Crossing

### Singles
- "Also sprach Zarathustra (2001)" / "Spirit of Summer" -
- "Rhapsody In Blue" / "Super Strut"
- "Do It Again" (live) / "Branches" (live) (B-kant door Airto)
- "Moonlight Serenade" / "Havana Strut"
- "Theme from Peter Gunn" / "Amani"
- "Watusi Strut" / "Watusi Strut" (discoversie)
- "Uncle Funk" / "Whistle Stop"
- "Fire in the Sky" / "East Side Strut" (1984)

## Hitlijsten

### Singles
| Single met eventuele hitnotering(en) in de Nederlandse Top 40 | Datum van verschijnen | Datum van binnenkomst | Hoogste positie | Aantal weken | Opmerkingen              |
| ------------------------------------------------------------- | --------------------- | --------------------- | --------------- | ------------ | ------------------------ |
| Happy hour                                                    | 1982                  | 07-08-1982            | 19              | 5            | #29 in de Single Top 100 |
| S.O.S. Fire in the sky                                        | 1984                  | 02-02-1985            | 15              | 6            | #20 in de Single Top 100 |

### NPO Radio 2 Top 2000
Van Eumir Deodato stond alleen Also sprach Zarathustra in 1999 in de NPO Radio 2 Top 2000, op plek 1645.